# Nothoscordum auratum
Nothoscordum auratum är en amaryllisväxtart som beskrevs av Pierfelice Ravenna. Nothoscordum auratum ingår i släktet vaniljlökar, och familjen amaryllisväxter. Inga underarter finns listade i Catalogue of Life.